# 霍恩 (亞利桑那州)
霍恩（英語：Horn）是位於美國亞利桑那州尤馬縣的一個非建制地區。該地的面積和人口皆未知。

## 地理
霍恩的座標為32°56′41″N 113°30′12″W / 32.94472°N 113.50333°W，而該地的平均海拔高度為141米（即463英尺）。